# Roan Johnson
Roan Occam Anthony Johnson (Londra, 14 marzo 1975) è uno sceneggiatore, regista e scrittore italiano.

## Biografia
Nato a Londra da padre inglese e da madre italiana originaria di Matera, è cresciuto in Italia, a Pisa, dove si è laureato in Lettere Moderne. Nel 1999 si è trasferito a Roma per frequentare il Centro Sperimentale di Cinematografia.
La sua carriera comincia come sceneggiatore per la TV: ha scritto Il commissario De Luca, tratto dai romanzi di Carlo Lucarelli, La strana coppia e le due serie Raccontami. 
Per il cinema è stato sceneggiatore di Ora o mai più di Lucio Pellegrini, ha diretto l'episodio Il terzo portiere del film 4-4-2 - Il gioco più bello del mondo prodotto da Paolo Virzì ed è stato supervisore alla sceneggiatura di Sinestesia. Nel 2011 è uscito il suo primo film da regista, I primi della lista, con protagonista Claudio Santamaria.
Nel 2015 dirige la seconda stagione della serie I delitti del BarLume, sostituendo alla regia Eugenio Cappuccio. Johnson dirigerà anche tutte le altre stagioni, arrivate ora alla dodicesima (in uscita ad inizio 2025, con le riprese iniziate a metà aprile 2024; nell'ultimo episodio della decima stagione è stato sostituito da Milena Cocozza). Nel 2016 scrive e dirige Piuma, selezionato in concorso alla 73ª Mostra di Venezia.
Nel 2010 ha pubblicato presso Einaudi Prove di felicità a Roma Est, il suo primo romanzo, con il quale si è aggiudicato il premio letterario per opere prime «Giuseppe Berto».
A febbraio 2017 è stata annunciata l'uscita di un nuovo romanzo, pubblicato da Mondadori, dal titolo Dovessi ritrovarmi in una selva oscura.
Nel 2022 dirige per Prime Video la prima stagione di Monterossi.
A Novembre del 2023, sempre per Prime Video, viene distribuita la seconda stagione di Monterossi.

## Filmografia

### Regia

#### Cinema
- Il terzo portiere, episodio del film 4-4-2 - Il gioco più bello del mondo (2005)
- I primi della lista (2011)
- Fino a qui tutto bene (2014)
- Piuma (2016)
- State a casa (2021)

#### Televisione
- I delitti del BarLume (2015 - in corso)
- La stagione della caccia - C'era una volta Vigata (2018)
- La concessione del telefono - C'era una volta Vigata (2020)
- Monterossi (2022-in corso)
- Il capo perfetto (2025)

### Sceneggiatura
- Ora o mai più, regia di Lucio Pellegrini (2002)
- Il sostituto, regia di Claudio Cicala (2004) - Cortometraggio
- Il Commissario De Luca - Via Delle Oche tratto dai romanzi di Carlo Lucarelli (2005)
- Raccontami (12 episodi, 2006-2008) - Serie TV
- 4-4-2 - Il gioco più bello del mondo, episodio Il terzo portiere (2005)
- La strana coppia (2006) - Episodi vari
- Sinestesia, regia di Erik Bernasconi (2008)
- I primi della lista (2011)
- Fino a qui tutto bene (2014)
- Fuori Mira (2015)
- Piuma (2016)
- L'ospite, regia di Duccio Chiarini (2018)
- Monterossi (2022)

### Attore
Roan Johnson appare come attore in alcuni suoi film: Ora o mai più (in cui fa la parte di un goliarda); 4-4-2 - Il gioco più bello del mondo (è la voce alla radio); I primi della lista (risponde alla telefonata del Masi nel giorno del presunto golpe);  Fino a qui tutto bene (è il presentatore che intervista Marta); nonché nella serie televisiva I Liceali 2 (è il venditore di dischi nell'episodio La notte della lucertola). Appare anche in molteplici episodi della serie televisiva da lui diretta, I delitti del BarLume, nei panni (principalmente) di Roby Falcucci (avvocato), in La stagione della caccia - C'era una volta Vigata e La concessione del telefono - C'era una volta Vigata.

## Attività come docente di cinema
- Docente del corso di Italian Cinema (2008, John Cabot University, Roma)
- Docente dei seminari di sceneggiatura durante il 63º Festival di Venezia e il 6º Festival Indipendente di Foggia (2006-2007, Cinema-giovani, Venezia-Foggia)
- Docente del laboratorio di sceneggiatura per la Facoltà di Lettere e Filosofia (CMT) per sei anni consecutivi (2003-2007, Università di Pisa)

## Scritti
- Prove di felicità a Roma Est (2010)
- Dovessi ritrovarmi in una selva oscura (2017)

## Premi
- Premio Roberto Rossellini@Maiori 2001 con il cortometraggio "The Jimmy Bilotta show" con Claudia Zanella
- Prove di felicità a Roma Est ha vinto il 5 giugno 2010 il Premio Giuseppe Berto[2] premio letterario per opere prime.
- Premio Roberto Rossellini@Maiori2012 con il Film "I primi della lista"